# Volta a Tarragona de 2008
La Volta a Tarragona de 2008 és la 49a edició de la Volta a Tarragona. La cursa es disputà entre el 13 i el 17 de maig de 2008, i fou guanyada pel català Sergi Escobar, doble medallista olímpic a Atenes 2004 i ex-ciclista del Caisse d'Epargne.

Aquesta era l'edició del centenari, 100 anys després d'aquella històrica primera Volta a Tarragona del 1908.

## Equips participants
En aquesta 49a edició de la Volta a Tarragona hi van participar disset equips de set corredors cadascun, aquests van ser:
- Camp de Tarragona
- ECP-Aluminis Sant Jordi
- Paintcar-Massi
- Saunier Duval
- Comunitat Valenciana
- Andalucía-Cajasur
- Camargo-Ferroatlántica
- Viña Magna-Cropu
- Ávila Rojas-Ceuta
- Telko-Aldabea.
- Urnietako K.E.
- Super. Froiz
- Spiuk
- Selecció EUA
- Le Boulou-St. Chely
- Amical Velo Club Aixos
- Van Hermet Groep

## Etapes

### Etapa 1.Reus-Alcanar.13 de maigde2008. 143,4 km
La primera etapa de la Volta a Tarragona del 2008 es disputà entre les localitats de Reus (Baix Camp) i Alcanar (Montsià). Amb el ja clàssic final de l'ascensió al Mirador d'Alcanar.

L'etapa tenia dues dificultats muntanyoses de segona categoria en el primers quilòmetres de l'etapa, el Coll de la Teixeta i el Coll del Mirador. L'arribada va ser molt multitudinària i el francès Thomas Lebas va ser el més llest superant per pocs metres a la resta del pilot.
|    | Ciclista          | Equip                   | Temps      |
| -- | ----------------- | ----------------------- | ---------- |
| 1  | Thomas Lebas      | Amical Velo Club Aixos  | 3h 31' 56" |
| 2  | Mauricio Muller   | Camp de Tarragona       | m. t.      |
| 3  | Jaron Van Diermen | Van Hermet Groep        | + 6"       |
| 4  | Antonio Miguel    | Camp de Tarragona       | + 6"       |
| 5  | David Calatayud   | Super. Froiz            | + 6"       |
| 6  | Raúl García       | Super. Froiz            | + 6"       |
| 7  | David Gutiérrez   | Camargo-Ferroatlántica  | + 6"       |
| 8  | Dídac Ortega      | ECP-Aluminis Sant Jordi | + 6"       |
| 9  | Jorge Martín      | Andalucía-Cajasur       | + 6"       |
| 10 | Sergi Casanova    | Comunitat Valenciana    | + 6"       |

|    | Ciclista          | Equip                   | Temps      |
| -- | ----------------- | ----------------------- | ---------- |
| 1  | Thomas Lebas      | Amical Velo Club Aixos  | 3h 31' 56" |
| 2  | Mauricio Muller   | Camp de Tarragona       | m. t.      |
| 3  | Jaron Van Diermen | Van Hermet Groep        | + 6"       |
| 4  | Antonio Miguel    | Camp de Tarragona       | + 6"       |
| 5  | David Calatayud   | Super. Froiz            | + 6"       |
| 6  | Raúl García       | Super. Froiz            | + 6"       |
| 7  | David Gutiérrez   | Camargo-Ferroatlántica  | + 6"       |
| 8  | Dídac Ortega      | ECP-Aluminis Sant Jordi | + 6"       |
| 9  | Jorge Martín      | Andalucía-Cajasur       | + 6"       |
| 10 | Sergi Casanova    | Comunitat Valenciana    | + 6"       |

### Etapa 2.Alcanar-Salou.14 de maigde2008. 149,9 km
Aquesta segona etapa de la Volta a Tarragona del 2008 es disputà entre les localitats d'Alcanar (Montsià) i Salou (Tarragonès).

L'etapa va ser protagonitzada per una escapada de set ciclistes que es formà a setanta quilòmetres de meta. A l'esprint final s'imposà el cantàbric David Gutiérrez.
|    | Ciclista               | Equip                   | Temps      |
| -- | ---------------------- | ----------------------- | ---------- |
| 1  | David Gutiérrez        | Camargo-Ferroatlántica  | 3h 33' 48" |
| 2  | Raúl García            | Super. Froiz            | m. t.      |
| 3  | Eduardo Escobar        | Viña Magna-Cropu        | m. t.      |
| 4  | Javier Ramírez         | Ávila Rojas-Ceuta       | m. t.      |
| 5  | Sergi Escobar          | Paintcar-Massi          | m. t.      |
| 6  | Peter Stetina          | Selecció EUA            | m. t.      |
| 7  | Arles de Jesús Tabares | Saunier Duval           | m. t.      |
| 8  | Arjen Pieter de Baat   | Camargo-Ferroatlántica  | + 3' 28"   |
| 9  | Vicente García         | ECP-Aluminis Sant Jordi | + 3' 28"   |
| 10 | Vicent Serra           | Comunitat Valenciana    | + 3' 28"   |

|    | Ciclista               | Equip                  | Temps      |
| -- | ---------------------- | ---------------------- | ---------- |
| 1  | David Gutiérrez        | Camargo-Ferroatlántica | 7h 05' 50" |
| 2  | Raúl García            | Super. Froiz           | m. t.      |
| 3  | Sergi Escobar          | Paintcar-Massi         | m. t.      |
| 4  | Peter Stetina          | Selecció EUA           | m. t.      |
| 5  | Javier Ramírez         | Ávila Rojas-Ceuta      | m. t.      |
| 6  | Arles de Jesús Tabares | Saunier Duval          | m. t.      |
| 7  | Eduardo Escobar        | Viña Magna-Cropu       | m. t.      |
| 8  | Mauricio Muller        | Camp de Tarragona      | + 3' 22"   |
| 9  | Thomas Lebas           | Amical Velo Club Aixos | + 3' 22"   |
| 10 | Arjen Pieter de Baat   | Camargo-Ferroatlántica | + 3' 28"   |

### Etapa 3.Cambrils-Cambrils.15 de maigde2008. 114,5 km
La tercera etapa de la Volta a Tarragona del 2008 tingué la sortida i la meta a la localitat de Cambrils (Baix Camp).

La considerada etapa reina tenia les ascensions de La Mussara, Capafons i Alforja. El protagonisme durant gran part de l'etapa el tingué un grup d'escapats format per set ciclistes, però foren neutralitzats a poc més de 12 quilòmetres de la meta. Dels perseguidors en sortí el guanyador en l'esprint final, el valencià Dídac Ortega.
|    | Ciclista             | Equip                   | Temps      |
| -- | -------------------- | ----------------------- | ---------- |
| 1  | Dídac Ortega         | ECP-Aluminis Sant Jordi | 2h 52' 29" |
| 2  | Erik Jan Kooiman     | Van Hermet Groep        | m. t.      |
| 3  | Arjen Pieter de Baat | Camargo-Ferroatlántica  | m. t.      |
| 4  | Manuel Lloret        | Comunitat Valenciana    | m. t.      |
| 5  | Thomas Lebas         | Amical Velo Club Aixos  | m. t.      |
| 6  | Iván Suarez          | Super. Froiz            | m. t.      |
| 7  | Francisco J. López   | Andalucía-Cajasur       | m. t.      |
| 8  | Josep Oriol Llesuy   | Camp de Tarragona       | m. t.      |
| 9  | Martin Obholzer      | Spiuk                   | m. t.      |
| 10 | Gorka Amuriza        | Camargo-Ferroatlántica  | m. t.      |

|    | Ciclista               | Equip                  | Temps      |
| -- | ---------------------- | ---------------------- | ---------- |
| 1  | Raúl García            | Super. Froiz           | 9h 59' 45" |
| 2  | David Gutiérrez        | Camargo-Ferroatlántica | m. t.      |
| 3  | Sergi Escobar          | Paintcar-Massi         | m. t.      |
| 4  | Javier Ramírez         | Ávila Rojas-Ceuta      | m. t.      |
| 5  | Peter Stetina          | Selecció EUA           | m. t.      |
| 6  | Eduardo Escobar        | Viña Magna-Cropu       | m. t.      |
| 7  | Arles de Jesús Tabares | Saunier Duval          | m. t.      |
| 8  | Thomas Lebas           | Amical Velo Club Aixos | + 1' 56"   |
| 9  | Arjen Pieter de Baat   | Camargo-Ferroatlántica | + 2' 02"   |
| 10 | Manuel Lloret          | Comunitat Valenciana   | + 2' 02"   |

### Etapa 4.Miami Platja-La Pineda (Vila-seca).16 de maigde2008. 124 km
La quarta etapa de la Volta a Tarragona del 2008 va sortir des del nucli costaner de Mont-Roig del camp, Miami Platja (Baix Camp), i acabà a La Pineda (Vila-seca) (Tarragonès).

Etapa sense més història, totalment de transició i que s'acabà decidint en l'esprint final.
|    | Ciclista             | Equip                   | Temps      |
| -- | -------------------- | ----------------------- | ---------- |
| 1  | Jorge Martín         | Andalucía-Cajasur       | 2h 47' 42" |
| 2  | Alfonso Suaña        | Camargo-Ferroatlántica  | m. t.      |
| 3  | Antonio Miguel       | Camp de Tarragona       | m. t.      |
| 4  | Dídac Ortega         | ECP-Aluminis Sant Jordi | m. t.      |
| 5  | Sergiy Sedov         | Paintcar-Massi          | m. t.      |
| 6  | David Gutiérrez      | Camargo-Ferroatlántica  | m. t.      |
| 7  | David Calatayud      | Super. Froiz            | m. t.      |
| 8  | Vicente Serra        | Comunitat Valenciana    | m. t.      |
| 9  | Arjen Pieter de Baat | Camargo-Ferroatlántica  | m. t.      |
| 10 | Sergi Escobar        | Paintcar-Massi          | m. t.      |

|    | Ciclista               | Equip                   | Temps       |
| -- | ---------------------- | ----------------------- | ----------- |
| 1  | David Gutiérrez        | Camargo-Ferroatlántica  | 12h 47' 27" |
| 2  | Raúl García            | Super. Froiz            | m. t.       |
| 3  | Sergi Escobar          | Paintcar-Massi          | m. t.       |
| 4  | Javier Ramírez         | Ávila Rojas-Ceuta       | m. t.       |
| 5  | Eduardo Escobar        | Viña Magna-Cropu        | m. t.       |
| 6  | Peter Stetina          | Selecció EUA            | m. t.       |
| 7  | Arles de Jesús Tabares | Saunier Duval           | m. t.       |
| 8  | Thomas Lebas           | Amical Velo Club Aixos  | + 1' 56"    |
| 9  | Arjen Pieter de Baat   | Camargo-Ferroatlántica  | + 2' 02"    |
| 10 | Dídac Ortega           | ECP-Aluminis Sant Jordi | + 2' 02"    |

### Etapa 5.Riudecanyes-Reus.17 de maigde2008.

#### Etapa 5a.Riudecanyes-Castell d'Escornalbou.17 de maigde2010. 5 km (CRI)
La primera part de la cinquena etapa és la ja tradicional i alhora decisiva cronoescalada d'ascensió al Castell d'Escornalbou. Aquesta exigent cronoescalada amb sortida a Riudecanyes (Baix Camp), amb un percentatge de desnivell d'un 20% en els últims cinc-cents metres, sol erigir-se en jutge definitiu de La Volta, aquest any a més s'arriba en una situació realment igualada, ja que fins a set corredors comparteixen la primera posició en la classificació

El guanyador enguany fou el lleidatà Sergi Escobar.
| Resultats \| \| Ciclista \| Equip \| Temps \| \| -- \| ---------------------- \| ---------------------- \| -------- \| \| 1 \| Sergi Escobar \| Paintcar-Massi \| 13' 05" \| \| 2 \| Francisco J. López \| Ávila Rojas-Ceuta \| + 11" \| \| 3 \| Manuel Lloret \| Comunitat Valenciana \| + 29" \| \| 4 \| Javier Ramírez \| Ávila Rojas-Ceuta \| + 37" \| \| 5 \| Raúl García \| Super. Froiz \| + 41" \| \| 6 \| Thomas Lebas \| Amical Velo Club Aixos \| + 44" \| \| 7 \| Aurelien Ribet \| Amical Velo Club Aixos \| + 52" \| \| 8 \| Arles de Jesús Tabares \| Saunier Duval \| + 53" \| \| 9 \| Josep Oriol Llesuy \| Camp de Tarragona \| + 1' 02" \| \| 10 \| David Gutiérrez \| Camargo-Ferroatlántica \| + 1' 03" \| |                        |                        |          |
| | Ciclista               | Equip                  | Temps    |
| 1 | Sergi Escobar          | Paintcar-Massi         | 13' 05"  |
| 2 | Francisco J. López     | Ávila Rojas-Ceuta      | + 11"    |
| 3 | Manuel Lloret          | Comunitat Valenciana   | + 29"    |
| 4 | Javier Ramírez         | Ávila Rojas-Ceuta      | + 37"    |
| 5 | Raúl García            | Super. Froiz           | + 41"    |
| 6 | Thomas Lebas           | Amical Velo Club Aixos | + 44"    |
| 7 | Aurelien Ribet         | Amical Velo Club Aixos | + 52"    |
| 8 | Arles de Jesús Tabares | Saunier Duval          | + 53"    |
| 9 | Josep Oriol Llesuy     | Camp de Tarragona      | + 1' 02" |
| 10 | David Gutiérrez        | Camargo-Ferroatlántica | + 1' 03" |

#### Etapa 5b.Tarragona-Reus.17 de maigde2008. 80 km
La segona part de l'última etapa es va disputar entre la capital del Tarragonès, Tarragona i la del Baix Camp, Reus. Les petites diferències entre els primers classificats van fer que aquesta fos una etapa ben moguda des de bon principi, tot i els atacs Sergi Escobar es va erigir com el més fort d'aquesta edició.
|    | Ciclista         | Equip                   | Temps      |
| -- | ---------------- | ----------------------- | ---------- |
| 1  | Vicente Serra    | Comunitat Valenciana    | 2h 12' 11" |
| 2  | Dídac Ortega     | ECP-Aluminis Sant Jordi | m. t.      |
| 3  | Ben van der Kooi | Van Hermet Groep        | + 8"       |
| 4  | Bjorn Hoeben     | Van Hermet Groep        | + 11"      |
| 5  | Antonio Miguel   | Camp de Tarragona       | + 11"      |
| 6  | Luis Moyano      | Telko-Aldabea           | + 11"      |
| 7  | Ignacio Cabello  | Camargo-Ferroatlántica  | + 11"      |
| 8  | Daniel Domínguez | Urnietako K.E           | + 11"      |
| 9  | Alfonso Suaña    | Camargo-Ferroatlántica  | + 11"      |
| 10 | Thomas Lebas     | Paintcar-Massi          | + 11"      |

|    | Ciclista               | Equip                  | Temps       |
| -- | ---------------------- | ---------------------- | ----------- |
| 1  | Sergi Escobar          | Paintcar-Massi         | 15h 12' 54" |
| 2  | Javier Ramírez         | Ávila Rojas-Ceuta      | + 37"       |
| 3  | Raúl García            | Super. Froiz           | + 41"       |
| 4  | Arles de Jesús Tabares | Saunier Duval          | + 53"       |
| 5  | David Gutiérrez        | Camargo-Ferroatlántica | + 1' 03"    |
| 6  | Peter Stetina          | Selecció EUA           | + 1' 19"    |
| 7  | Francisco J. López     | Andalucía-Cajasur      | + 2' 13"    |
| 8  | Manuel Lloret          | Comunitat Valenciana   | + 2' 31"    |
| 9  | Thomas Lebas           | Amical Velo Club Aixos | + 2' 40"    |
| 10 | Eduardo Escobar        | Viña Magna-Cropu       | + 2' 43"    |

## Classificacions finals

### Classificació general
|    | Ciclista               | Equip                   | Temps       |
| -- | ---------------------- | ----------------------- | ----------- |
| 1  | Sergi Escobar          | Paintcar-Massi          | 15h 12' 54" |
| 2  | Javier Ramírez         | Ávila Rojas-Ceuta       | + 37"       |
| 3  | Raúl García            | Super. Froiz            | + 41"       |
| 4  | Arles de Jesús Tabares | Saunier Duval           | + 53"       |
| 5  | David Gutiérrez        | Camargo-Ferroatlántica  | + 1' 03"    |
| 6  | Peter Stetina          | Selecció EUA            | + 1' 19"    |
| 7  | Francisco J. López     | Andalucía-Cajasur       | + 2' 13"    |
| 8  | Manuel Lloret          | Comunitat Valenciana    | + 2' 31"    |
| 9  | Thomas Lebas           | Amical Velo Club Aixos  | + 2' 40"    |
| 10 | Eduardo Escobar        | Viña Magna-Cropu        | + 2' 43"    |
| 11 | Dídac Ortega           | ECP-Aluminis Sant Jordi | + 2' 54"    |
| 12 | Josep Oriol Llesuy     | Camp de Tarragona       | + 3' 04"    |
| 13 | Simon Schmidmayr       | Spiuk                   | + 3' 25"    |
| 14 | Erik Jan Kooiman       | Van Hermet Groep        | + 3' 38"    |
| 15 | Iván Suarez            | Super. Froiz            | + 3' 51"    |

### Classificació regularitat
|   | Ciclista        | Equip                   | Punts    |
| - | --------------- | ----------------------- | -------- |
| 1 | Dídac Ortega    | ECP-Aluminis Sant Jordi | 72 punts |
| 2 | Thomas Lebas    | Amical Velo Club Aixos  | 53 punts |
| 3 | David Gutiérrez | Camargo-Ferroatlántica  | 50 punts |
| 4 | Sergi Escobar   | Paintcar-Massi          | 48 punts |
| 5 | Raúl García     | Super. Froiz            | 44 punts |

### Classificació muntanya
|   | Ciclista           | Equip                | Punts    |
| - | ------------------ | -------------------- | -------- |
| 1 | Francisco J. López | Andalucía-Cajasur    | 25 punts |
| 2 | Javier Ramírez     | Ávila Rojas-Ceuta    | 15 punts |
| 3 | Raúl García        | Super. Froiz         | 11 punts |
| 4 | Francisco Cordón   | Andalucía-Cajasur    | 8 punts  |
| 5 | Vicent Serra       | Comunitat Valenciana | 6 punts  |

### Classificació metes volants
|   | Ciclista         | Equip                   | Punts   |
| - | ---------------- | ----------------------- | ------- |
| 1 | Francisco Cordón | Andalucía-Cajasur       | 6 punts |
| 2 | Bjorn Hoeben     | Van Hermet Groep        | 6 punts |
| 3 | Dídac Ortega     | ECP-Aluminis Sant Jordi | 4 punts |
| 4 | Javier Ramírez   | Ávila Rojas-Ceuta       | 3 punts |
| 5 | Manuel Lloret    | Comunitat Valenciana    | 3 punts |

### Classificació equips
|   | País      | Equip                  | Temps       |
| - | --------- | ---------------------- | ----------- |
| 1 | Ceuta     | Ávila Rojas-Ceuta      | 45h 46' 34" |
| 2 | Cantàbria | Camargo-Ferroatlántica | 45h 46' 39" |
| 3 | Galícia   | Super. Froiz           | 45h 48' 38" |
| 4 | Alemanya  | Spiuk                  | 45h 51' 40" |
| 5 | Catalunya | Camp de Tarragona      | 45h 52' 10" |